# Redokson
Redokson je askorbinska kiselina (Vitamin C). On se pojavio na tržištu 1934. kao prvi put veštački sintetisani vitamin. Redoxon brand je plasirala na trižište kompanija Hofman la Roš 1934. Vitamin C je široko dostupan u obliku tableta i prahova. 
Proizvod je razvio tim predvođen hemičarom Tadeusom Reichsteinom. Oni su otkrili metod za sintezu 30-40 g vitamina C iz 100 g glukoze. U ovom postupku se kao među korak formira sorboza, koristeći originalni bakterijski fermentacioni metod koji je otkrio Francuski istraživač Gabrijel Bertrand. Ovaj proces je bio superiorniji od rivalnog metoda Sent Đerđija kojim se vitamin C izoluje iz paprike (capsicum). Nakon prodaje patenta kompaniji Hofman La Roš, ovaj proces je postao baza za industrijsku proizvodnju vitamina C.
Komercijalne tablete se sastoje iz askorbinske kiseline i natrijum bikarbonata. Pri dodavanju u vodu one reaguju da proizvedu natrijum askorbat, vodu i ugljen-dioksid.
Osim Redokson vitamina C, proizvode se Redoxon Vita Immune tablete sa sadržajem:
- Vitamin C 1000
- Vitamin A 2333
- Vitamin B6 6.5
- Vitamin B12 9.6
- Vitamin D 400
- Vitamin E 45
- Folna kiselina 400
- Cink 10
- Selen 110
- Bakar 900
- Gvožđe 5

## Literatura
- Reinhard Renneberg, Arnold L. Demain. Biotechnology for beginners. стр. 116.